# Chixi, Jiaocheng
Chixi är en köping i sydöstra Kina. Den ligger i stadsdistriktet Jiaocheng i staden Ningde i provinsen Fujian, omkring 94 kilometer norr om provinshuvudstaden Fuzhou.